# Caroline Ulrike Amalie von Sachsen-Coburg-Saalfeld

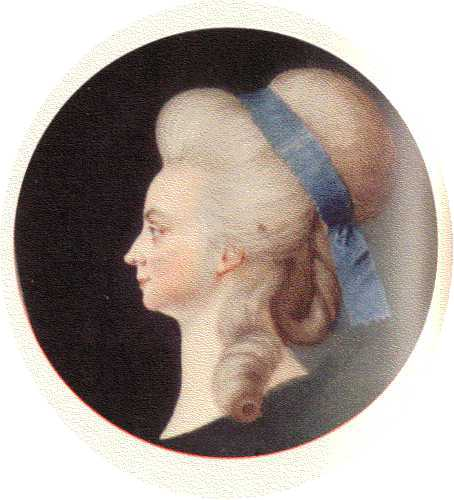
Prinzessin Karoline Ulrike Amalie von Sachsen-Coburg-Saalfeld

Karoline Ulrike Amalie von Sachsen-Coburg-Saalfeld (* 19. Oktober 1753 in Coburg; † 1. Oktober 1829 ebenda) war eine Prinzessin von Sachsen-Coburg-Saalfeld und letzte Dechantin im Kaiserlich freien weltlichen Reichsstift von Gandersheim.

## Leben
Karoline Ulrike war eine Tochter des Herzogs Ernst Friedrich von Sachsen-Coburg-Saalfeld (1724–1800) aus dessen Ehe mit Sophie Antonia (1724–1802), Tochter des Herzogs Ferdinand Albrecht II. von Braunschweig-Wolfenbüttel.
Die Prinzessin trat 14-jährig 1768 in das Stift Gandersheim ein und wurde 1795 vom Kapitel einstimmig zur Dechantin gewählt. Damit galt sie als präsumtive Äbtissin und Nachfolgerin von Auguste Dorothea von Braunschweig-Wolfenbüttel.
Nach der Säkularisation und Aufhebung des Stifts durch die westphälischen Behörden 1802, wurde Karoline, als Entschädigung für das entgangene Amt als 49. Äbtissin, neben einer jährlichen Pension, mit dem Stiftsplenar, dem berühmten karolingischen Gandersheimer Evangeliar, mit der Stiftsbibliothek und weiteren Teilen der Stiftssammlungen abgefunden. Diesen wertvollen Kunstschatz nahm sie mit in ihre Heimatstadt. Das Gandersheimer Evangeliar ist heute Bestandteil der Kunstsammlungen der Veste Coburg. Die Bibliotheksbestände werden in der Landesbibliothek Coburg bewahrt.

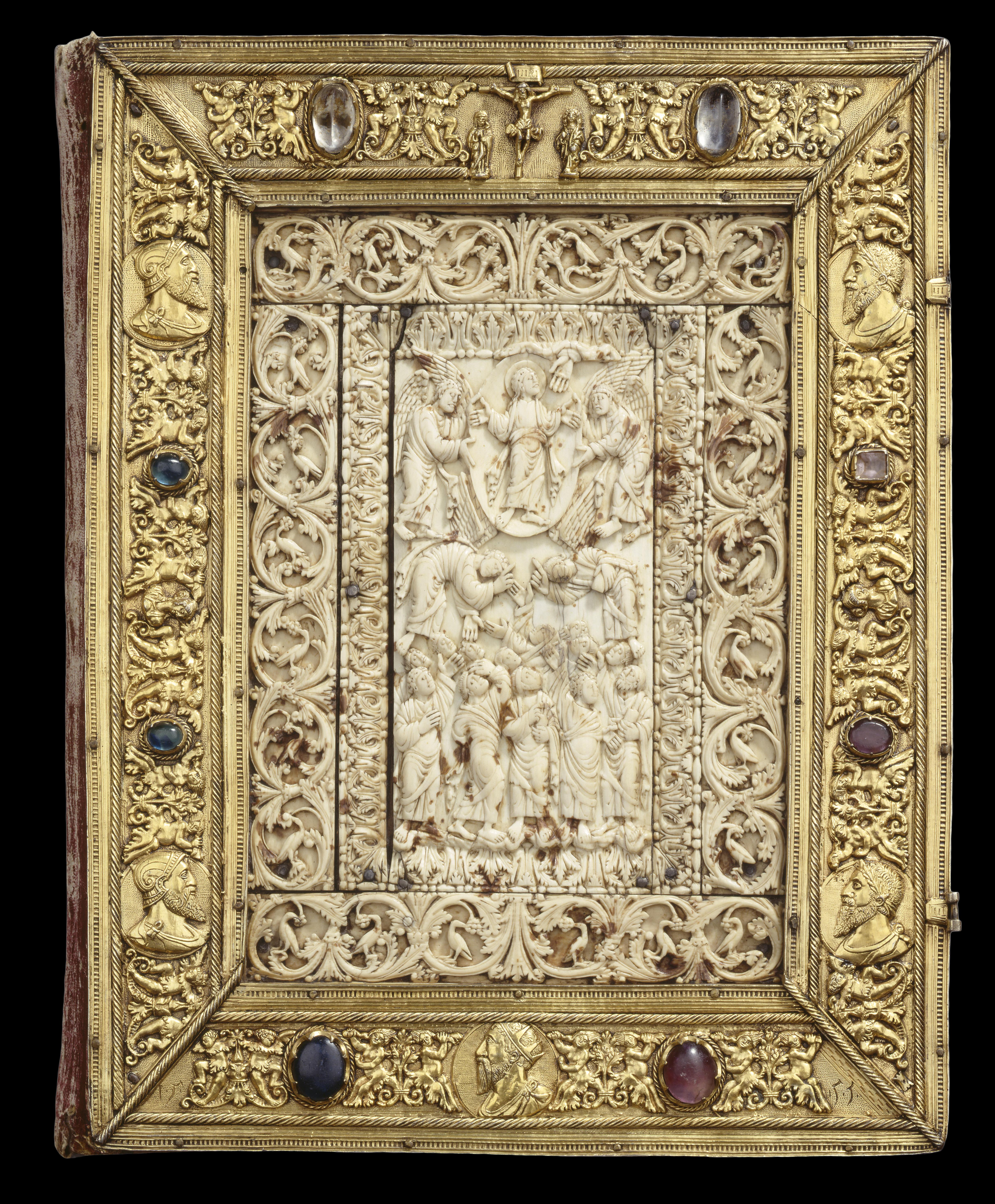
Gandersheimer Evangeliar (um 860), Kunstsammlungen der Veste Coburg

Sie wurde in der Coburger Morizkirche bestattet.